# Vojvodovo (Vracká oblast)
Vojvodovo (bulharsky Войводово) je vesnice ve Vracké oblasti v Bulharsku, součást města Mizija. K roku 2020 měla 205 obyvatel.
Vesnice patří mezi historická střediska českého a slovenského osídlení v Bulharsku, což se ale odráží víceméně jen v jejích původní architektuře. Česká menšina, která vesnici založila v roce 1900, se prakticky celá odstěhovala v letech 1949–1950 do Československa k osídlování pohraničí.

## Poloha
Vojvodovo leží na řece Skăt, která jím protéká z jihu na sever, dále po několika kilometrech protéká samotným městem Mizija a po několika dalších se vlévá zprava do Ogosty, která se po několika dalších kilometrech vlévá zprava do Dunaje, jenž zde tvoří bulharsko-rumunskou hranici.

## Dějiny
Vojvodovo bylo založeno v roce 1900 osadníky z Banátu, především českými evangelíky puritánského založení. Čeština zde byla obcovacím jazykem i pro jiné národnostní menšiny. Hlavní ulice byla nazvána podle vesnice Svatá Helena v Banátu, z které pocházelo nejvíc českých osadníků.
Až na několik málo zbylých rodin československá menšina vesnici opustila, když byla pozvána v letech 1949–1950 do Československa k osídlování pohraničí. V důsledku přesídlení vznikla Farnost Evangelické církve metodistické v Mikulově.